# Vixen (Wohnmobil)

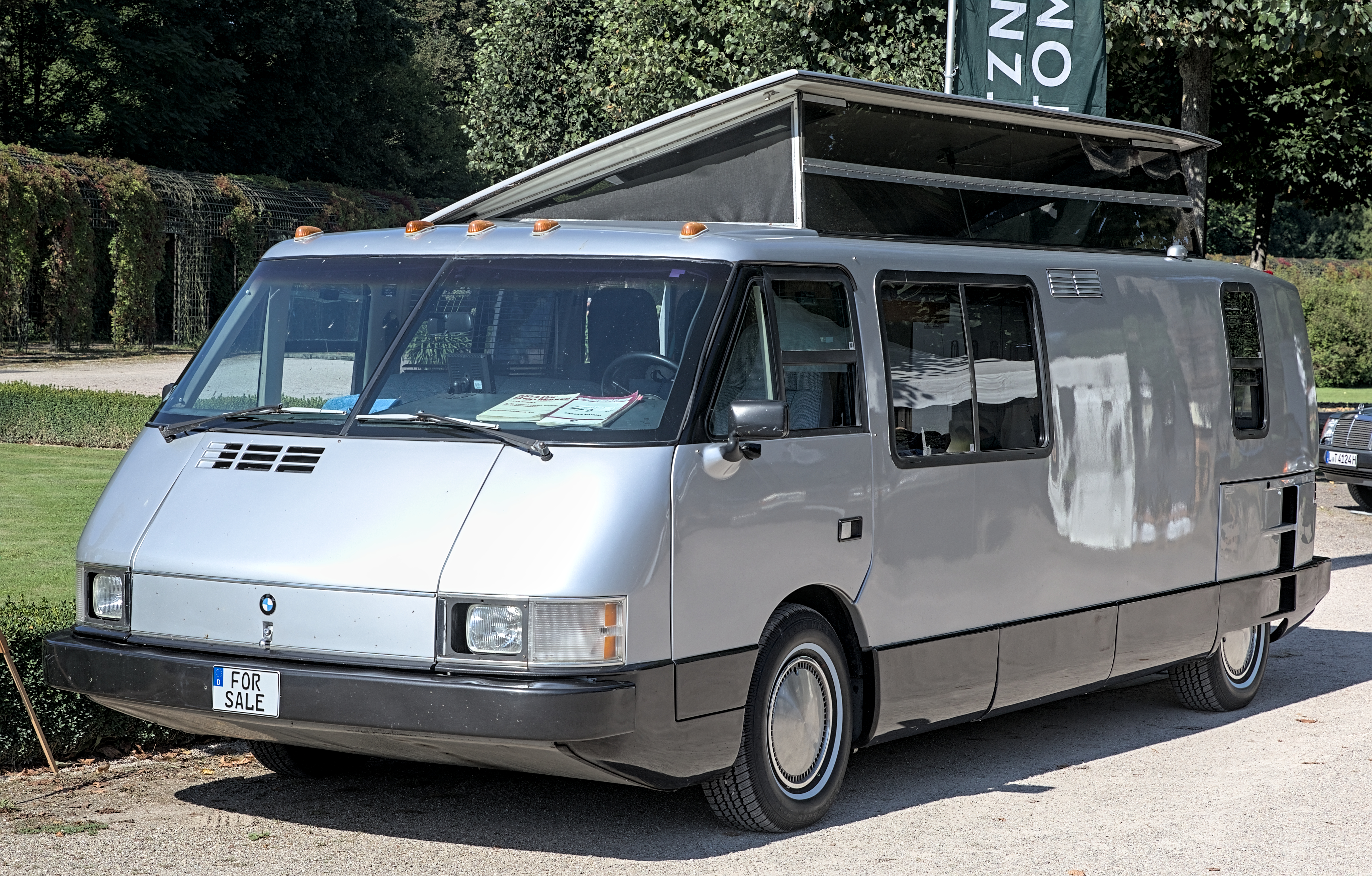
Vixen 21 TD

Vixen (deutsch: Füchsin) heißt ein von 1986 bis 1989 in den Vereinigten Staaten gebautes Wohnmobil der Vixen Motor Company, das innerhalb von etwa drei Jahren 587 Mal gebaut wurde. Es ist ein als sogenannter Camper konzipiertes und gebautes Fahrzeug. Sein Entwickler war William T. Collins, der zuvor für den Sportwagenhersteller DeLorean und früher für Pontiac tätig war.
Der ungewöhnlich niedrige Vixen entstand als Gegenentwurf zum GMC Motorhome von General Motors. Dieses Modell war jedoch dreiachsig, hatte einen 7,5-Liter-Motor und war bei einer Höhe von fast drei Metern zwischen sieben und acht Metern lang. Ziel des Entwicklers des Vixen war es, ihn so flach zu bauen, dass er in eine US-amerikanische Standardgarage passte.
Mit einem Strömungswiderstandskoeffizienten (cw) von 0,29 erreichte der Vixen die Zielvorgabe ihres Entwicklers, weniger als acht Liter Diesel pro 100 Kilometer zu verbrauchen, zur damaligen Zeit ein konkurrenzlos niedriger Wert für ein Wohnmobil. Der Motor war der BMW M21, ein 2,4-Liter-Reihensechszylinder-Diesel aus der damaligen 5er-Baureihe von BMW und wurde mit einem Fünfganggetriebe von Renault kombiniert. Er wurde unter dem hinteren Bett eingebaut, um Platz zu sparen. Der europäische Antrieb wurde durch US-amerikanische Großserienteile ergänzt, wie Achsen, Luftfederung und Bremsen. Die Armaturen kamen aus deutscher Produktion.

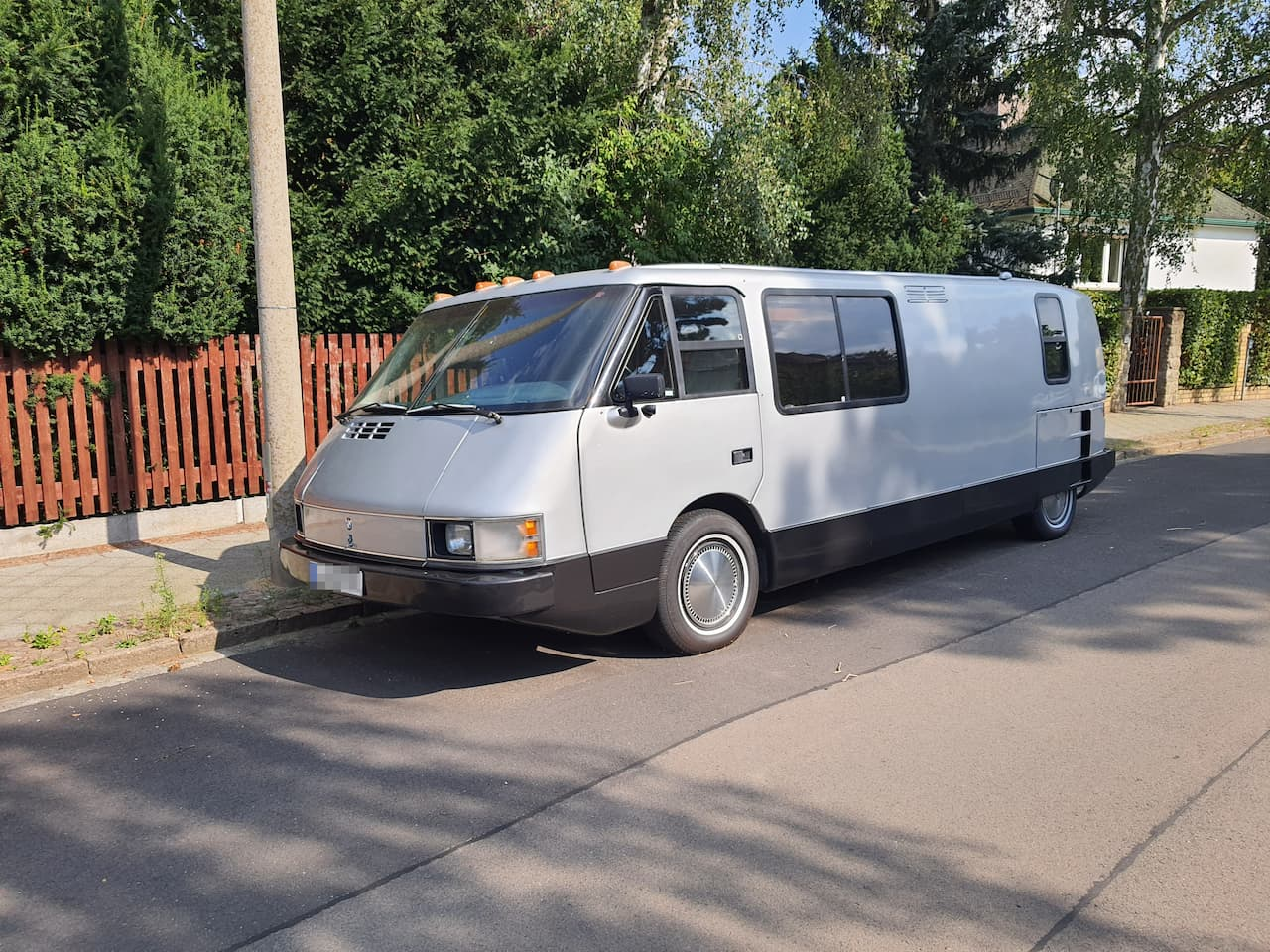
Frontansicht

Die Kabine des Vixen ist aus Kunststoff, die Seitenwände des geöffneten Aufstelldachs sind aus transparentem Plexiglas, das das Wohnmobil mit ungewöhnlich viel Tageslicht ausfüllt. Durch den niedrigen Boden, der nur 20 Zentimeter über der Fahrbahn liegt, erreicht man bei geöffnetem pneumatischen Aufstelldach eine Stehhöhe von knapp zwei Metern. Durch konsequenten Leichtbau der Innenausstattung inklusive Mobiliar, WC, Kühlschrank, Spüle, Herd und Mikrowelle kommt der Vixen auf rund 2,3 Tonnen Leergewicht, bei voller Beladung auf knapp drei Tonnen. Der Camper ist 2,15 Meter breit und 6,26 Meter lang.

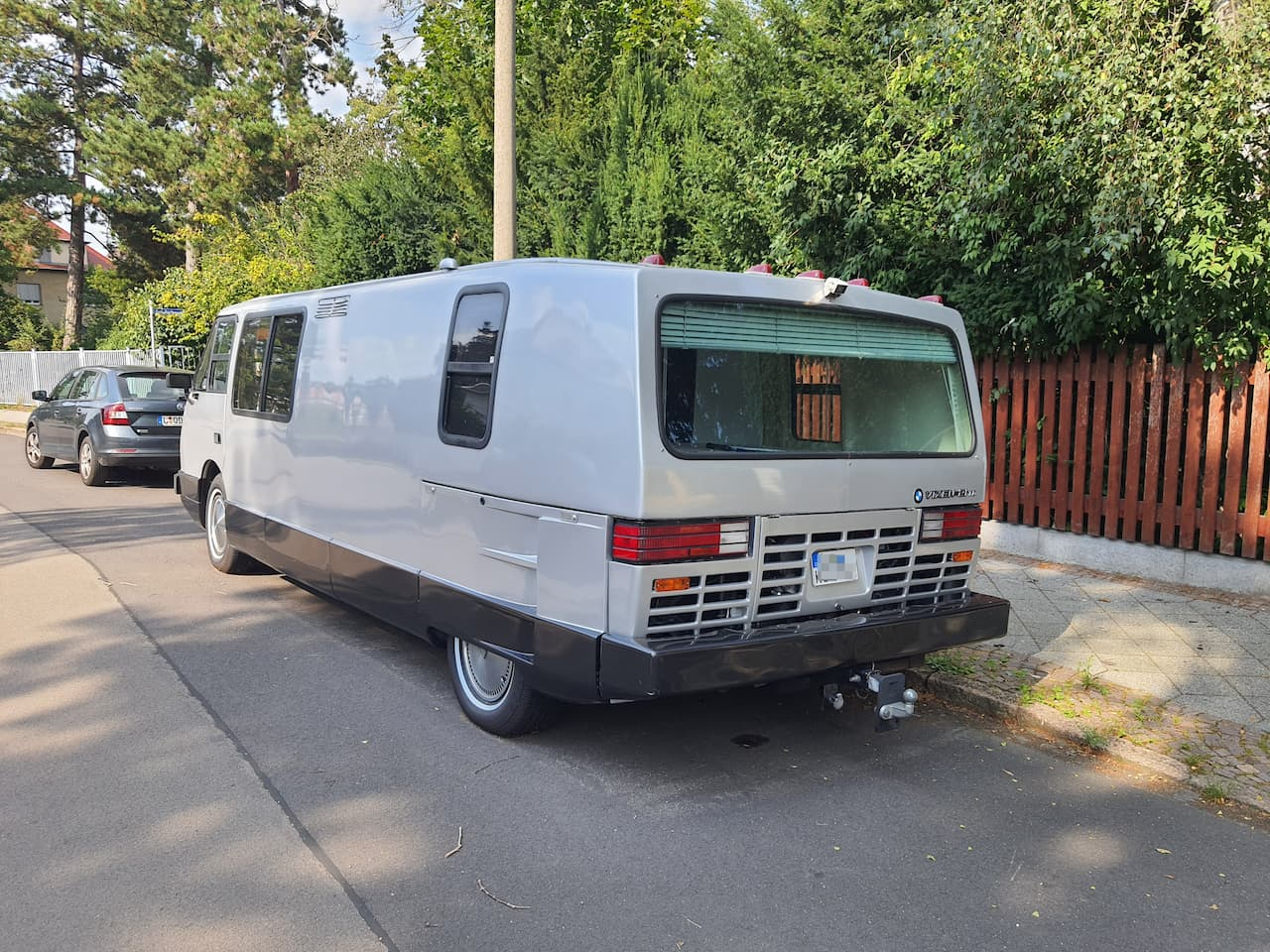
Heckansicht mit Typenbezeichnung

Der Vixen erinnert äußerlich ein wenig an den ebenfalls erfolglosen, aber zu internationalen Filmehren gekommenen DeLorean. Das Konzept des Vixen ist dem des Campers VW California mit Aufstelldach nicht unähnlich, der seinerzeit von Westfalia auf Basis des VW-Busses gebaut wurde. Wie auch er war er den meisten US-Amerikanern jedoch zu klein. Die Größe, der Dieselmotor und das Schaltgetriebe dürften die maßgeblichen Gründe für den Misserfolg des Vixen gewesen sein. Weder ein vor dem bereits absehbaren Produktionsende nachgeschobener V6-Ottomotor mit Vierstufen-Automatikgetriebe noch ein festes Hochdach mit Klimaanlage konnten das vorzeitige Ende des Fahrzeuges und seines Herstellers verhindern. Die Modifikationen führten am Ziel des Entwicklers vorbei, weil das Fahrzeug mit Hochdach und aufgesetzter Klimaanlage eben nicht mehr in eine US-amerikanische Standardgarage passte.
Im deutschsprachigen und europäischen Raum sind nur sehr wenige Exemplare auf den Straßen anzutreffen.

## Modellvariationen
- Vixen TD, Originaldesign: Reihen-Sechszylinder-Diesel, Fünfgang-Schaltgetriebe, Aufstelldach, Baujahre 1986/87
- Vixen XC, Neunsitzer Executive-Variante mit Bett, Baujahre 1986/87
- Vixen SE, V6-Ottomotor, Vierstufen-Automatik, festes Hochdach, Klimaanlage, Baujahre 1988/89